# Maja e Bals
 (août 2019).
 (août 2019).
Si vous disposez d'ouvrages ou d'articles de référence ou si vous connaissez des sites web de qualité traitant du thème abordé ici, merci de compléter l'article en donnant les références utiles à sa vérifiabilité et en les liant à la section « Notes et références ».
Le Maja e Bals (en serbe : Sjeverni vrh, littéralement « sommet nord » en français) est le point culminant du chaînon montagneux des Karanfili, dans le massif des Prokletije, lui-même partie des Alpes dinariques. Le sommet, qui culmine à 2 460 mètres d'altitude, se situe dans l'Est du Monténégro, à environ 500 mètres de la frontière avec l'Albanie.

## Ascension
Depuis Gusinje, une route asphaltée part en direction du sud-ouest et de la vallée de Grbaja. Elle rejoint, sept kilomètres plus loin, la barrière d'entrée de la réserve naturelle, et immédiatement après le hameau de Škala et le refuge Planinarski Dom Karanfil. L'ascension du sommet y est alors indiquée en 5 h 30. Une fois le hameau traversé, une route forestière carrossable est à suivre sur un kilomètre, sans toutefois aller jusqu'à l'extrémité de la vallée.
Depuis une clairière à environ 1 160 m, un sentier part en direction du sud. Les premiers balisages du sentier sont visibles dès l'entrée dans la forêt. Un sentier bien entretenu offre alors une pente très soutenue mais régulière, jusqu'à atteindre un paysage dégagé de pierriers, dans un cirque de hautes parois rocheuses. Le sentier contourne par l'est un névé qui peut y persister même en plein été, puis longe la paroi rocheuse, pour enfin rejoindre un passage plus escarpé nécessitant de se servir des mains pour l'équilibre. Ce passage est équipé de câbles pour plus de sécurité. Depuis une brèche, le sentier change alors de versant et continue vers le sommet sur un terrain à la fois herbeux et rocheux. Des câbles ont été mis en place sur certains passages.
Le sommet est constitué d'un amas de roches, avec l'inscription « Maja Bals 2 460 » sur un rocher. Du sommet, une inscription « Karanfil 2 460 » indique un sommet éloigné de quelques centaines de mètres, joignable par une arête rocheuse large sur la majorité de la distance et peu pentue — sans toutefois qu'un sentier y ait été aménagé.